# Henri Cordier (alpinista)
Henri Cordier, także: Henry Cordier (ur. w 1856 w Bagnères-de-Bigorre u podnóży francuskich Pirenejów, zm. 7 czerwca 1877 na stokach szczytu Le Plaret w grupie górskiej Écrins w Alpach Francuskich) – francuski alpinista.

## Życiorys
Syn szwagra znanego francuskiego polityka, geologa i botanika, Louis Ramonda de Carbonnières'a. Odbywał studia w prywatnej szkole wyższej (École libre des sciences politiques) w Paryżu. Jego zainteresowania górskie w naturalny sposób w pierwszym rzędzie pchnęły go w Pireneje, które zwiedzał w 1874 r., a w roku następnym – w Alpy Szwajcarskie. Jego krótka kariera alpinistyczna, ujawniająca połączenie talentu wspinaczkowego i odwagi, miała swoje apogeum w roku 1876, w którym dokonał on 11 znaczących pierwszych wejść. Cordier był pierwszym Francuzem, który w czasie tzw. Złotego wieku alpinizmu w drugiej połowie XIX w. zdołał osiągnąć sportowy poziom alpinistów angielskich z nowo powstałego Klubu Alpejskiego, realizując ze swymi przewodnikami zdobywcze wyprawy w masywie Mont Blanc oraz w Alpach Delfinackich (w masywie Écrins).

## Ważniejsze wejścia
- 1874 – Mont Perdu, Vignemale i Pic du Midi d’Ossau;
- 1876 – próba zdobycia La Meije (wówczas jednego z ostatnich wielkich, dziewiczych szczytów alpejskich), ścianą północną z La Grave przez les Corridors, z przewodnikami J. Andereggiem, A. Maurerem i J. Bouilletem (21 czerwca);
- 1876 – Aiguille du Plat de la Selle z przewodnikami J. Andereggiem i A. Maurerem (28 czerwca)[1];
- 1876 – Le Râteau południową granią z J. Andereggiem i A. Maurerem (3 lipca);
- 1876 – Finsteraarhorn granią południowo-wschodnią z J. Andereggiem i K. Maurerem (15 lipca)[2]
- 1876 – Aiguille Verte ścianą północną, tzw. kuluarem Cordiera z T. Middlemorem, J. O. Maundem i przewodnikami J. Andereggiem, A. Maurerem i J. Jaunem (31 lipca)[2]
- 1876 – Les Courtes ścianą północną, tzw. drogą Cordiera, z T. Middlemoreem, Johnem Oakley’m Maundem i przewodnikami J. Andereggiem, A. Maurerem i J. Jaunem (4 sierpnia)[2]
- 1876 – Les Droites (szczyt wsch., 4 000 m n.p.m.), z T. Middlemorem, J. O. Maundem i J. Andereggiem, J. Jaunem i A. Maurerem (7 sierpnia);
- 1876 – próba zdobycia Piz Bernina granią północną; wejście tą drogą ocenił sam Cordier jako “absolutnie niemożliwe” – grań została pokonana dwa lata później (12 sierpnia)
- 1877 – ponowna próba zdobycia La Meije przez lodoweic Glacier du Tabuchet z przewodnikami J. Andereggiem i A. Maurerem (1 czerwca)
- 1877 – Le Plaret z J. Andereggiem i A. Maurerem (7 czerwca)[1]

## Wypadek

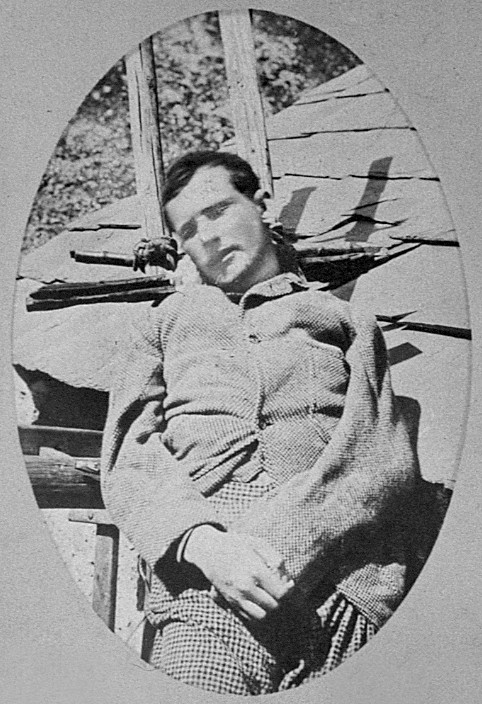
Zwłoki H. Cordiera, fot. Henri Duhamel

Cordier zginął w wieku 21 lat podczas zejścia ze szczytu Le Plaret. Alpinista miał podobno bardzo słaby wzrok, lecz przez upór odmawiał noszenia okularów. Podczas zejścia, już w łatwym terenie, zabawiał się zjazdami na butach zaśnieżonym stokiem. Ostrzegany w pewnym momencie przez swych przewodników miał odpowiedzieć, że zatrzyma się przy znajdującej się niżej czarnej skałce. Nie była to jednak skałka, lecz otwór wytopiony w śniegu. Cordier nie zdążył wyhamować, wpadł do niego i utonął w przepływającym pod śniegiem potoku.

## Pamiątki
Oprócz wymienionych wyżej dróg alpinistycznych, nazywanych imieniem H. Cordiera, jego nazwisko upamiętnia również szczyt Pic de Neige Cordier dominujący od północy nad Białym Lodowcem w grupie górskiej Écrins, zdobyty po raz pierwszy 3 sierpnia 1877 r. przez Paula Guillemina, Émile Pica i Pierre’a Estienne’a.